# Leon Balogun
Leon-Aderemi Balogun (ur. 28 czerwca 1988 w Berlinie) – nigeryjski piłkarz grający na pozycji obrońcy w szkockim klubie Rangers oraz w reprezentacji Nigerii. Brązowy medalista Pucharu Narodów Afryki w 2019 roku.
Był też piłkarzem 1. FSV Mainz 05, SV Darmstadt 98 czy Fortuny Düsseldorf, dokąd trafił z Werderu Brema. W Bundeslidze zadebiutował w barwach Hannoveru 96, 19 kwietnia 2009 roku w meczu przeciwko Hamburgerowi SV.